# Кастелацо (Павија)
Кастелацо (итал. Castellazzo) је насеље у Италији у округу Павија, региону Ломбардија.
Према процени из 2011. у насељу је живело 106 становника. Насеље се налази на надморској висини од 63 м.